# کری کندن
کری کندن (انگلیسی: Kerry Condon؛ زادهٔ ۹ ژانویهٔ ۱۹۸۳) یک هنرپیشه اهل ایرلند است. وی از سال ۱۹۹۹ میلادی تاکنون مشغول فعالیت بوده است.
از فیلم‌ها یا برنامه‌های تلویزیونی که وی در آن نقش داشته است می‌توان به رهاشده، اینجا باید همان‌جا باشد، آخرین ایستگاه و در سرزمین مقدسین و گناهکاران مجموعه تلویزیونی بهتره با سال تماس بگیری اشاره کرد.